# Ion Luca Caragiale
Ion Luca Caragiale, född 30 januari 1852 i Haiminale, död 22 juni 1912 i Berlin, var en rumänsk författare.
Caragiale är en rumänsk  dramatiker, poet och författare till prosa och politiska pamfletter. Han växte upp i en skådespelarfamilj och studerade vid dramakonservatoriet i Bukarest. Han turnerade därefter med en skådespelartrupp i Rumänien. Under ett år var han direktör för Nationalteatern i Bukarest. Han skrev några populära komedier som till exempel O noapte furtunoasa (En stormig natt) 1878 och O scrisoare pierduta (Ett förlorat brev) 1884. År 1904 flyttade han till Berlin.

## Utgåvor på svenska[3]
- 1958 – Brevet som kom bort